# Bilbainadas
La bilbainada es un género musical típico de Vizcaya en el cual, como su nombre nos indica, habla principalmente sobre Bilbao y sus pueblos cercanos, y sobre los personajes celebres , situaciones y costumbres del lugar, utilizando, en ocasiones, la ironía y el humor en sus letras. 
Desde 1988 Radio Nervión lleva realizando un concurso centrado en este género musical en el que se presentan un número de bilbainadas y se premia (según valoración de un jurado) a la mejor canción del certamen, y al ganador se le otorga una estatuilla de Diego López de Haro (fundador de Bilbao) y un cheque con una cantidad de dinero.

## Historia
Para fijar el origen de estas canciones llamadas bilbainadas, habría que remontarse a cuando Diego López V de Haro fundó la villa de Bilbao. Se puede decir que existe cierta semejanza entre estas canciones y aquellas notas y letras de las llamadas canciones de ciego, muestras populares entre las que se aireaban noticias y sucesos en plazas de los pueblos. Además, en los siglos XIX y XX la influencia de los ritmos de la habanera conformarán la bilbainada. Las canciones populares recogen así lo mejor de las tradiciones folclóricas y la idiosincrasia de una tierra en cuya permanencia y enriquecimiento participan todos los vizcaínos.
Vizcaya ha cambiado a todo aquello que ha sido como propio, y lo ha hecho aportando su particular manera de vivir y de entender la vida, siendo una de esas maneras las bilbainadas. En la bilbainada confluyen la vivencia del grupo, la observación curiosa y costumbrista de la realidad, la nostalgia y la ironía con nombres propios y todo ello con un ritmo de celebración por el instante al que resulta muy difícil resistirse.
Entre 1920 y 1930 se fraguan los primeros grupos de bilbainadas para un público mayoritario y nombre artístico. A su difusión contribuyen tanto el gramófono, como la radio, abriendo una nueva etapa en la historia de las bilbainadas. Son grupos muy vinculados con la villa los que influyen en la propagación de esta terminología «bochera». El «Bocho», palabra que se utiliza para referirse a Bilbao, da nombre a las canciones bocheras y al grupo Los Bocheros. Los «chimbos», apelativo tradicional de los bilbaínos, presta su nombre a las canciones chimberanas y a grupos como los chimberos y los chimbos... Se trata de una terminología local que pasa a convertirse en universal.

## Grupos de bilbainadas
Siendo la bilbainada un género popular no puede entenderse este sin la entidad y personalidad propia de cada uno de los grupos que lo han interpretado a lo largo de los años:
- Beti Aurrera & Azul Bilbao
- Bilbotarrak
- Los Chimberos
- Los Cinco Bilbaínos
- Bilbao Mapa Mundi
- Indarra
- Los Bocheros
- Los Txikis
- Gaupasa
- Irrintzi

Así mismo su evolución viene marcada por los nuevos grupos que se van incorporando al género, aportando su frescura y juventud, sin perder la esencia de las bilbainadas tradicionales. Uno de estos es Beti Aurrera, que surge en 2007 con la intención de mantener la tradición musical y herencia cultural depositada en las bilbainadas, llevándolas incluso a traspasar las fronteras en ocasiones como la presentación en Nueva York del XX Concurso de Bilbainadas organizada por el Ayuntamiento de Bilbao y apoyado por el Grupo Nervión. 
Dicho concurso fue creado por Radio Nervión en el año 1988 y forma ya parte de la historia del único y exclusivo género que es la bilbainada, dejando patente el impulso de Radio Nervión a las bilbainadas.

## Canciones
Algunas composiciones populares del género de las bilbainadas:
- A Portugalete fui / A mí me gusta el pin piribim pin pin
- Apaga luz
- ¡Aupa Erandio!
- Beber, beber
- Bilbao y sus pueblos
- Desde Santurce a Bilbao
- "Disen" los albañiles
- En el monte Gorbea
- La del pañuelo rojo
- Los borrachos en el cementerio
- Los pintores de Vitoria
- Maitechu mía
- Si vas a Baracaldo
- Un inglés vino a Bilbao